# Hypodiscus
Hypodiscus là một chi thực vật có hoa trong họ Restionaceae.